# オーヴァージョイド
「Overjoyed」(オーヴァージョイド) は、アメリカ合衆国の歌手スティーヴィー・ワンダーが1986年に発表したヒット曲である。1986年ビルボード・ホット100で最高24位を記録し、トップ40には6週間滞在した。さらに、アダルト・コテンポラリ・チャートでは8週連続1位を記録した。
元々、1979年のアルバム『シークレット・ライフ』からのアウトテイクだった。その後に再録音され、1985年のアルバム『イン・スクエア・サークル』に収録された。
ライナーノーツには、「環境パーカッション」としてコオロギ、ナイチンゲールやその他の鳥の声、海や池に小石が落ちた音、葉を押しつぶした音がリストされている。

## チャート
| チャート（1986年）                      | 最高位 |
| --------------------------------------- | ------ |
| アメリカ合衆国 ビルボード・ホット100    | 24     |
| アメリカ合衆国 R&Bチャート              | 8      |
| アメリカ合衆国 アダルト・コンテンポラリ | 1      |
| 全英シングルチャート                    | 17     |

## カバー
ベーシストのスタンリー・クラークが、1986年のアルバム『Hideaway』にカバーを録音した。ダイアナ・ロスが1994年のクリスマス・アルバム『A Very Special Season』や、メアリー・J. ブライジのアルバム『バラッズ』の日本発売版でカバーされている。ジャズ歌手のジェーン・モンハイトは2007年のアルバム『Surrender』でこの曲をカバーした。
ベーシストのヴィクター・ウッテンが、インストゥメンタル・カバーをアルバム『ショウ・オブ・ハンズ』に収録した。2002年にはギタリストのブレイク・アーロンがアルバム『With Every Touch』にこの曲を収録している 。
2009年にはジャズ・ミュージシャンのエスペランサ・スポルディングが、ホワイトハウスでこの曲を演奏した。ネイザン・イーストの2014年のアルバム『ネイザン・イースト』には、ワンダー本人がハーモニカでゲスト参加したカバーが収録された。
日本では、小野リサや鈴木重子、石井聖子らがカバーしている。

## コマーシャル・ソング
- ホンダ・シビック- 1990年オンエア。
- 23区（オンワード樫山）- 1999年オンエア。中山美穂・細川茂樹が出演。
- セブン&アイ・ホールディングス - 2021年よりオンエア。企業CMソング[11]。